# إدي وينلاند
إدي وينلاند (بالإنجليزية: Eddie Wineland) هو فنان قتال مختلط أمريكي، ولد في 26 يونيو 1984 في هيوستن في الولايات المتحدة.

## وصلات خارجية
- إدي وينلاند على موقع يو إف سي (الإنجليزية)
- إدي وينلاند على موقع شيردوغ (الإنجليزية)
- إدي وينلاند على موقع Tapology.com (الإنجليزية)
- إدي وينلاند على موقع IMDb (الإنجليزية)